# Hoyt (Kansas)
Pour les articles homonymes, voir Hoyt.
Hoyt est une ville américaine située dans le Comté de Jackson, au Kansas. Selon le recensement de 2010, sa population est de 669 habitants.